# Індепенденс (Огайо)
Індепенденс (англ. Independence) — місто (англ. city) в США, в окрузі Каягога штату Огайо. Населення — 7584 особи (2020).

## Географія
Індепенденс розташований за координатами 41°22′48″ пн. ш. 81°38′0″ зх. д. / 41.38000° пн. ш. 81.63333° зх. д. (41.380012, -81.633315).  За даними Бюро перепису населення США в 2010 році місто мало площу 24,98 км², з яких 24,71 км² — суходіл та 0,27 км² — водойми.

## Демографія
Згідно з переписом 2010 року, у місті мешкали 7133 особи в 2770 домогосподарствах у складі 2054 родин. Густота населення становила 286 осіб/км².  Було 2868 помешкань (115/км²).
Расовий склад населення:
| - 96,6 % — білих - 1,9 % — азіатів - 0,4 % — чорних або афроамериканців - 0,1 % — корінних американців |

До двох чи більше рас належало 0,8 %. Частка іспаномовних становила 1,1 % від усіх жителів.
За віковим діапазоном населення розподілялося таким чином: 22,9 % — особи молодші 18 років, 57,6 % — особи у віці 18—64 років, 19,5 % — особи у віці 65 років та старші. Медіана віку мешканця становила 47,0 року. На 100 осіб жіночої статі у місті припадало 94,2 чоловіків;  на 100 жінок у віці від 18 років та старших — 91,0 чоловіків також старших 18 років.
Середній дохід на одне домашнє господарство  становив 99 723 долари США (медіана — 81 983), а середній дохід на одну сім'ю — 122 116 доларів (медіана — 95 341). Медіана доходів становила 68 750 доларів для чоловіків та 50 641 долар для жінок. За межею бідності перебувало 3,2 % осіб, у тому числі 1,9 % дітей у віці до 18 років та 3,5 % осіб у віці 65 років та старших.
Цивільне працевлаштоване населення становило 3591 осіб. Основні галузі зайнятості: освіта, охорона здоров'я та соціальна допомога — 20,4 %, науковці, спеціалісти, менеджери — 14,5 %, виробництво — 12,5 %.